# Vignoux-sur-Barangeon
 Vignoux-sur-Barangeon  es una población y comuna francesa, situada en la región de  Centro, departamento de Cher, en el distrito de Vierzon y cantón de Vierzon-2.

## Demografía
| 1036 | 1042 | 1106 | 1503 | 1844 | 1885 |
| Para los censos de 1962 a 1999 la población legal corresponde a la población sin duplicidades (Fuente: INSEE [Consultar]) |      |      |      |      |      |